# پهانگ نگا
پهانگ نگا (به تایلندی: พังงา) یک شهرک در تایلند است که در استان پهانگ نگا واقع شده‌است.

## خصوصیات
پهانگ نگا ۹٬۵۵۹ نفر جمعیت دارد.